# Pol Freixanet Viejo
Pol Freixanet Viejo (Manresa, Bages, 22 d'agost de 1991), conegut simplement com a Pol, és un futbolista professional català que juga com a porter per l'Intercity.

## Carrera de club
Pol es va formar al planter del RCD Espanyol. L'estiu de 2010 va marxar al Màlaga CF, on fou inicialment assignat a l'equip B a la Tercera Divisió.
El 25 de gener de 2012 Pol va renovar amb els andalusos, i hi signà contracte fins al 2014. El 14 de juliol de l'any següent fou cedit al Reial Oviedo de la Segona Divisió B, i hi va jugar amb regularitat.
El 9 de juliol de 2014 Pol va fitxar per un altre equip B, l'Elx Club de Futbol Il·licità de la Segona B. El 23 de maig de 2015 va debutar amb el primer equip – i a La Liga – entrant com a suplent pel lesionat Przemysław Tytoń en un partit que acabaria en empat 0–0 a fora contra el Llevant UE.
Pol definitivament promogut al primer equip l'agost de 2015, degut principalment a la poca profunditat de la plantilla.